# Немања Јеверичић
Немања Јеверичић (Ариље, 29. марта 1994) српски је фудбалски голман који тренутно наступа за Слогу из Пожеге.

## Каријера
Своје прве фудбалске кораке направио је родном у Ариљу, где је наступао за локалну Будућност. Одатле је 2011. прешао у Ивањицу и постао голман омладинског тима тамошњег Јавора. Недуго затим, Јеверичић је прикључен раду са првим тимом, те се нашао на списку лиценцираних играча за такмичење у Суперлиги Србије, током другог дела такмичарске 2012/13. сезоне, након привременог одласка Петра Глинтића из клуба. Такође, по навршетку омладинског стажа, Јеверичић је остао у клубу као један од тројице голмана уз искусније колеге, Владана Ђогатовића и Сашу Мишића.
Након испадања Јавора из Суперлигашке конкуренције, 2014. године, Јеверичић је уступљен српсколигашу Слоги из Пожеге, током првог дела сезоне 2014/15. За клуб је уписао 13 наступа, након чега се вратио у Јавор, где је провео пролећни део сезоне у Првој лиги Србије. Лета 2015. Јеверичић је отишао у матичну Будућност из Ариља, члана тадашње Зоне Дрина и тамо наредну полусезону провео на позајмици.
По истеку споразума о уступању са Будућношћу и уговорне обавезе са Јавором, Јеверичић је по други пут приступио пожешкој Слоги. За разлику од првог боравка у овом клубу, Јеверичић је почетком 2016 у клуб прешао трајно. Убрзо се усталио у првој постави екипе у наставку сезоне 2015/16, те је до краја такмичарске године забележио 11 утакмица, од чега је на 7 узастопних остао несавладан. Највећи део наредне сезоне Јеверичић је провео као резервиста, а прилику да брани добио је од 23. кола, те је до краја исте уписао 8 наступа.
Средином 2017, Јеверичић се прикључио екипи Инђије за такмичење у Првој лиги Србије током такмичарске 2017/18. године, за време тренера Спасоја Јелачића. Сезону је почео као резервиста, а за тим је дебитовао на утакмици шеснаестине финала Купа Србије, против Радника из Сурдулице, коју је Инђија прошла након извођења једанаестераца. Недуго затим, након повреде првог голмана Бојана Кнежевића, Јеверичић је уписао свој први лигашки наступ у 8. колу Прве лиге Србије, на гостовању Новом Пазару. Он је, после тога, бранио на још три лигашке и куп утакмици против Јавора. Након што је замењен на полувремену утакмице 11. кола, против ТСЦ-а из Бачке Тополе, Јеверичић је остатак календарске године пропустио због повреде. Клуб је напустио почетком 2018.
Након одласка из бившег клуба, Јеверичић је прешао у Лозницу, те је у другом делу сезоне 2017/18. бранио на свих 17 утакмица у Српској лиги Запад. По окончању сезоне, лета 2018, напустио је Лозницу и потписао за ивањички Јавор, по други пут у својој каријери. За екипу Јавора, Јеверичић је дебитовао у 11. колу сезоне 2018/19, против Бежаније. Јеверичић је, потом, наступио на утакмици осмина финала Купа Србије, ушавши у игру уместо Владана Ђогатовића у 53. минуту сусрета са Радником из Сурдулице. Коначни резултат у регуларном делу био је 1ː1, док је Радник прошао у наредну фазу такмичења након успешнијег извођења једанаестераца. По истеку уговора са Јавором, Јеверичић је напустио клуб као слободан играч. Средином јула 2019, приступио је ОФК Вршцу. Ту се задржао до краја календарске 2021, а почетком наредне године по други пут у каријери приступио је пожешкој Слоги.